# 世界斯诺克锦标赛
世界斯诺克锦标赛（英語：World Snooker Championship）也称斯诺克世界锦标赛（简称斯诺克世锦赛），是斯诺克台球历史最悠久、最重要的赛事。无论是从影响力、奖金规模还是职业排名积分来看，一年一度的世界锦标赛都堪称斯诺克台球最高水準的比赛。

## 赛事历史
首届世界锦标赛在斯诺克台球传奇人物乔·戴维斯等人的组织下于1927年举行。比赛在多个地方进行，其中决赛在伯明翰的Camkin's Hall举行。决赛中乔·戴维斯以20-11击败汤姆·丹尼斯（Tom Dennis）夺冠，并赢得6.10英镑（今约200英镑）的冠军奖金。而艾伯特·柯普（Albert Cope）则打出了那一届比赛的单杆最高分60分。
在此之后几届比赛的决赛的地点一直在变换，而乔·戴维斯则一直垄断着冠军。但1940年的决赛，他仅以37-36的微弱优势战胜自己的同胞弟弟佛雷德（Fred Davis）。之后由于第二次世界大战，世界锦标赛一度中断，直到1946年才恢复举办。那届比赛中乔·戴维斯赢得了他第15个世界锦标赛冠军。这一记录至今无人能及。乔·戴维斯后来尽管还参加职业比赛，但却再也没有参加世界锦标赛了。后来有人猜测他是为了保持自己在世锦赛上的不败记录。
乔·戴维斯淡出世锦赛后，1947年的冠军由沃尔特·唐纳森（Walter Donaldson）获得。但之后，佛雷德·戴维斯在1948年至1956年的9年时间里8次夺冠 。
1952年，由于斯诺克运动的管理机构台球协会管理委员会（the Billiards Association and Control Council）与部分选手之间的分歧，结果在那一年举行了两次世界锦标赛。其中由运动员方组织的World Matchplay获得了更广泛的认同，并连续举办到1957年。而台球协会管理委员会的赛事只举办了一届就寿终正寝。
之后，斯诺克进入了一段时期的低潮。世界锦标赛也于1958年至1963年间一度停办。 直到1964年才以类似挑战赛的形式恢复举办并一直持续到1968年。由于当时的特殊环境，这几届比赛组织得比较混乱。比赛没有固定的场所，赛期也不固定，甚至有时一届比赛持续一年多的时间。1957年的世锦赛冠军约翰·普尔曼（John Pulman），在挑战赛制期间横扫千军，获得了全部7次冠军。
从1969年开始，世界锦标赛又恢复到淘汰赛制。当年的冠军是約翰·史賓塞（John Spencer），但紧接着雷·里尔顿开始称雄世锦赛，他在1970年至1978年年连续6次夺魁。
1976年开始，香烟品牌Embassy开始赞助世界锦标赛。第二年，比赛开始固定在英国谢菲尔德的克鲁西布剧院举行。同时，英国广播公司（BBC）也开始成为赛事主要的电视转播机构。克鲁西布剧院为现场和电视机前的观众提供了独特的氛围。容纳近千人的剧院，坐在前排的观众可以欣赏到咫尺之遥的选手们的精彩表演。也正是从那时开始，斯诺克开始赢得大量的电视观众和球迷，而克鲁西布剧院则几乎成了斯诺克的代名词。在克鲁西布剧院的赛场上，最成功的选手莫过于史蒂夫·戴维斯和史蒂芬·亨得利。前者在1980年代六度夺冠，而后者则在1990年代七次加冕。近年来，比赛的竞争日趋白热化，世锦赛开始进入一个群雄逐鹿的时代。而1985年丹尼斯·泰勒以18-17险胜史蒂夫·戴维斯夺冠的比赛堪称世锦赛历史上最经典的一场决赛，同时也是历史上比分最接近的比赛之一。
2004年，世界锦标赛提供的总奖金高达1,378,920英镑。其中冠军奖金为250,000英镑，亚军奖金为125,000英镑。另外选手在比赛中打出147分满杆也将获得147,000英镑的奖金。
近来，英国已经立法限制烟草广告，包括赞助体育赛事。世界锦标赛赛主要赞助方Embassy赞助到2005年，现在由888.com赞助。

## 赛场内外
- 世界锦标赛历史上夺冠次数最多选手的是乔·戴维斯，1927至1946年间连续15次问鼎。当时他是为数不多的一些职业选手之一，在当时几乎是不可战胜的。近代夺冠次数最多的选手是史蒂芬·亨得利，到目前为止累计7次折桂，罗尼·奥沙利文在2022年奪冠後，拿下第7次冠軍追平亨得利的最多次奪冠紀錄。而史蒂夫·戴维斯也曾在1980年代创下了6次夺冠的佳绩。
- 世界锦标赛历史上首个147分满杆是由克里夫·桑本在1983年打出的。
- 世界锦标赛历史上最年轻的冠军是史蒂芬·亨得利。其1990年夺冠时年仅21岁。
- 世界锦标赛历史上有4位非英伦三岛冠军选手，他们是加拿大的克里夫·桑本（1980年）、澳大利亚的尼尔·罗伯逊（2010年）、比利时的卢卡·布雷切尔（2023年）和中国的赵心童（2025年）。
- 世界锦标赛历史上首个以业余球员身份参赛夺冠的是赵心童。
- 在克鲁西布剧院曾上演了许多不可思议的比赛。这包括乔·约翰逊（Joe Johnson）1986年夺冠时打出的一局150-1的悬殊比分；而特里·格里菲斯（Terry Griffiths）1979年夺冠时才是他转为职业选手的第二个赛季。
- 吉米·怀特曾6次晋级决赛，但都功亏一篑。其中1994年仅以17-18的微弱劣势输给史蒂芬·亨得利。